# Neokonzervativizam
Neokonzervativizam je politički pokret nastao u Sjedinjenim Američkim Državama i Ujedinjenom Kraljevstvu tijekom 1960-ih godina i Vijetnamskog rata. Predvodili su ga poglavito zagovornici agresivnije vanjske politike kao odgovor na rastuću pacifističku struju Demokratske stranke te na uspon Nove ljevice i kontrakulture. Neokonzervativci se tipično zalažu za jednostrano nametanje demokracije i za intervencionizam u međunarodnim odnosima, prvenstveno se vodeći militarističkom i realističkom filozofijom „mira putem nadmoći”. Poznati su po suprotstavljanju komunizmu i političkom radikalizmu.
Mnogi neokonzervativci postali su politički značajne osobe u vladama Republikanske stranke u SAD-u od 1960-ih do 2000-ih, a vrh popularnosti doživjeli su za vlade Georgea W. Busha, kada su igrali značajnu ulogu u planiranju invazije na Irak 2003. godine. Također su bili upleteni u brojne druge vanjske politike G. W. Busheve vlade, poput podrške Izraelu, promoviranja američkog utjecaja u arapskom svijetu i započinjanju „Rata protiv terorizma”.
Osobe kritične prema neokonzervativizmu često njegov naziv koriste kako bi opisale vanjsku politiku koja se zalaže za agresivni militarizam ili neoimperijalizam. Povijesno gledano, neokonzervativizam se odnosi na osobe koje su tijekom 1960-ih i 1970-ih prešle iz antistaljinističke ljevice na američki konzervativizam. Pokret svoje intelektualne korijene vuče iz američkog časopisa Commentary („Komentar”), čiji je urednik bio politički komentator i autor Norman Podhoretz. Jedno od definirajućih obilježja pokreta bilo je suprotstavljanje Novoj ljevici.